# 日本の資格に関する一覧の一覧
日本の資格に関する一覧の一覧（にほんのしかくにかんするいちらんのいちらん）は、日本の資格に関する分野別一覧の一覧である。
- 日本の法律・会計に関する資格一覧
- 日本の医療・福祉・教育に関する資格一覧
- 日本の語学に関する資格一覧
- 日本の乗り物に関する資格一覧
- 日本の通信に関する資格一覧
- 日本の技能・サービスに関する資格一覧
- 日本の服飾に関する資格一覧
- 日本の食品に関する資格一覧
- 日本の心理学に関する資格一覧
- 日本の建設に関する資格一覧
- 日本の不動産に関する資格一覧
- 日本の労働に関する資格一覧
- 日本の環境に関する資格一覧
- 日本の造園に関する資格一覧
- 日本の工業に関する資格一覧
- 日本の化学に関する資格一覧
- 日本の電気に関する資格一覧
- 日本の農業に関する資格一覧
- 日本の動物に関する資格一覧
- 日本の情報に関する資格一覧
- 日本のスポーツに関する資格一覧
- 日本の美術に関する資格一覧
- 日本の音楽に関する資格一覧
- 日本の歴史・地理に関する資格一覧
- 日本の美容に関する資格一覧